# Sami Mekni
Sami Mekni (30 de mayo de 1974) es un deportista tunecino que compitió en judo. Ganó dos medallas de plata en el Campeonato Africano de Judo en los años 1997 y 1998.

## Palmarés internacional
| Campeonato Africano | Campeonato Africano    | Campeonato Africano | Campeonato Africano |
| Año                 | Lugar                  | Medalla             | Categoría           |
| ------------------- | ---------------------- | ------------------- | ------------------- |
| 1997                | Casablanca (Marruecos) | Medalla de plata    | –60 kg              |
| 1998                | Dakar (Senegal)        | Medalla de plata    | –66 kg              |